# Chronologie de l'Allemagne
Cette chronologie de l'histoire de l'Allemagne nous donne les clés pour mieux comprendre l'histoire de l'Allemagne, l'histoire des peuples qui ont vécu ou vivent dans l'actuelle Allemagne.

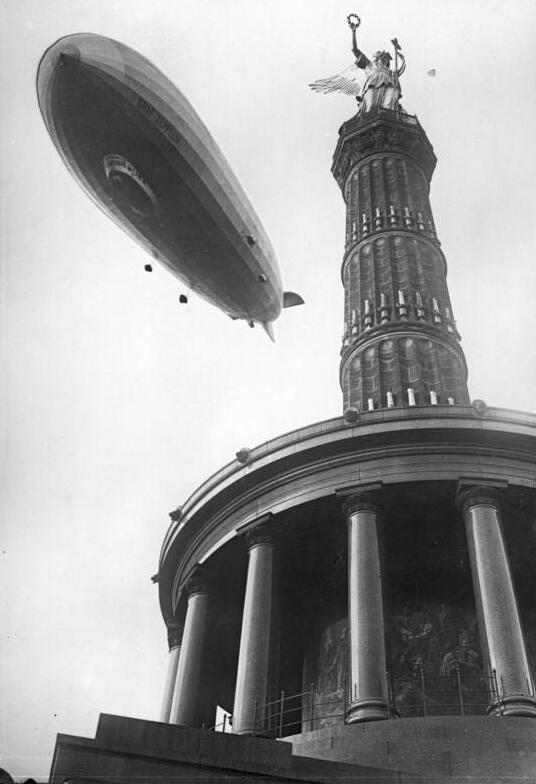
Le LZ 127 Graf Zeppelin survolant la colonne de la Victoire à Berlin, octobre 1928.

## Préhistoire

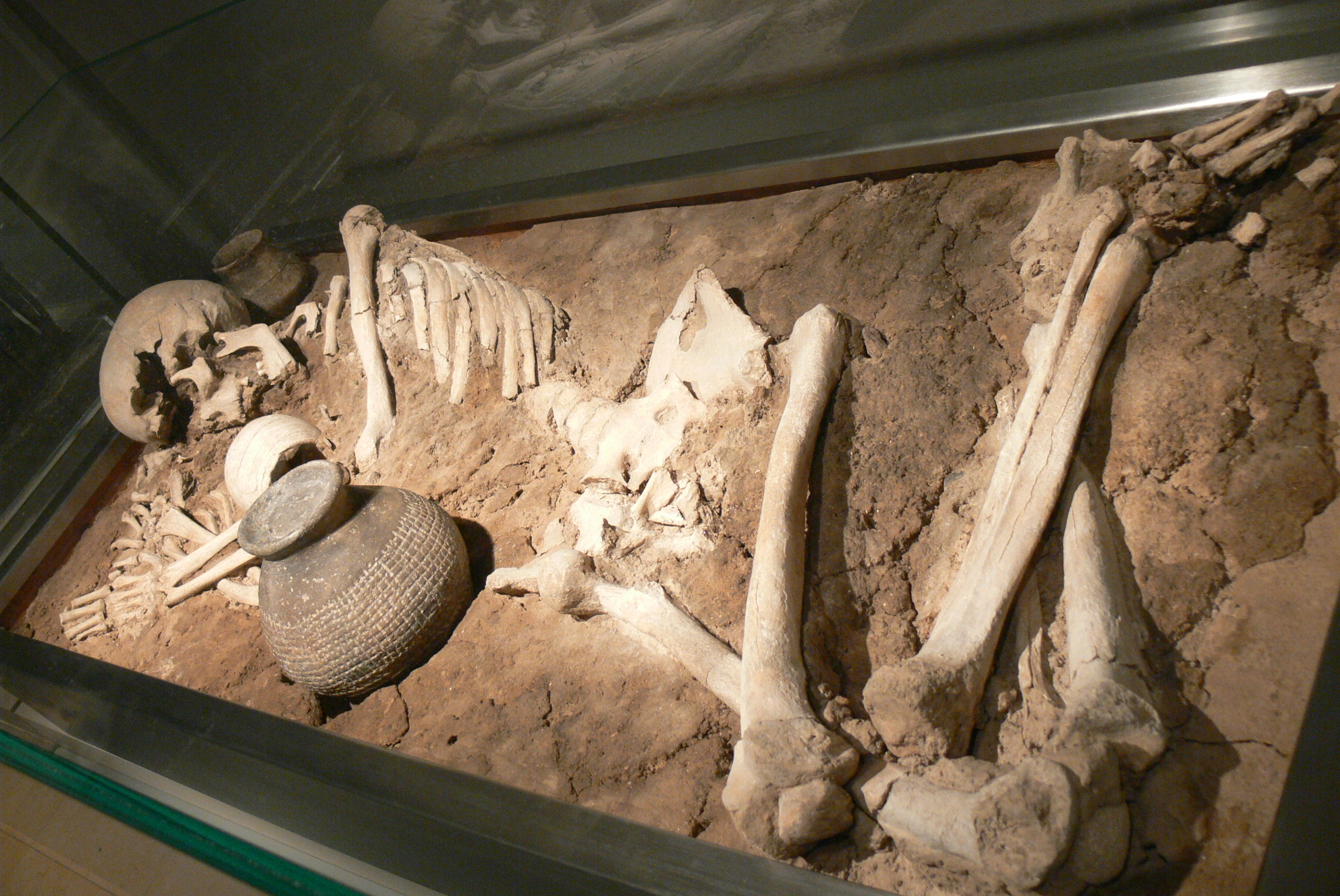
Tombe du Néolithique de la culture de Rössen datant d'environ 4800-4400 av. J.-C. découverte près de Leuna en Saxe-Anhalt.

Tirant d'abord leur origine de la culture de la céramique cordée, c'est à partir de l'âge du bronze danois, d'après l'archéologie allemande et scandinave, que des cultures du sud de la Scandinavie se diffusent progressivement vers le sud, vers l'Allemagne et les rives méridionales de la mer Baltique. Elles se répandent dans la grande plaine européenne, pour gagner au début du second âge du fer (v. 500 av. J.-C.) les franges du monde celtique (civilisation de La Tène) : le Rhin inférieur, la Thuringe et la basse Silésie. Ce phénomène peut être lié à l'accès au fer en Scandinavie et à un refroidissement du climat. Il est possible qu'une expansion démographique y ait contribué également, engendrant un peuplement nouveau de régions jusque-là presque vides d'hommes. La culture du seigle, mieux adapté que le blé aux climats froids, a pu aussi y jouer un rôle. Les auteurs grecs et romains ont longtemps ignoré cette évolution : en effet, ils n'avaient aucun contact direct avec les Germains, puisqu'ils en étaient séparés par les Celtes. En tous cas, à partir du IIIe siècle av. J.-C., a lieu une période de formation de peuples qui s'achève quand les Germains entrent dans l'Histoire.

## Antiquité

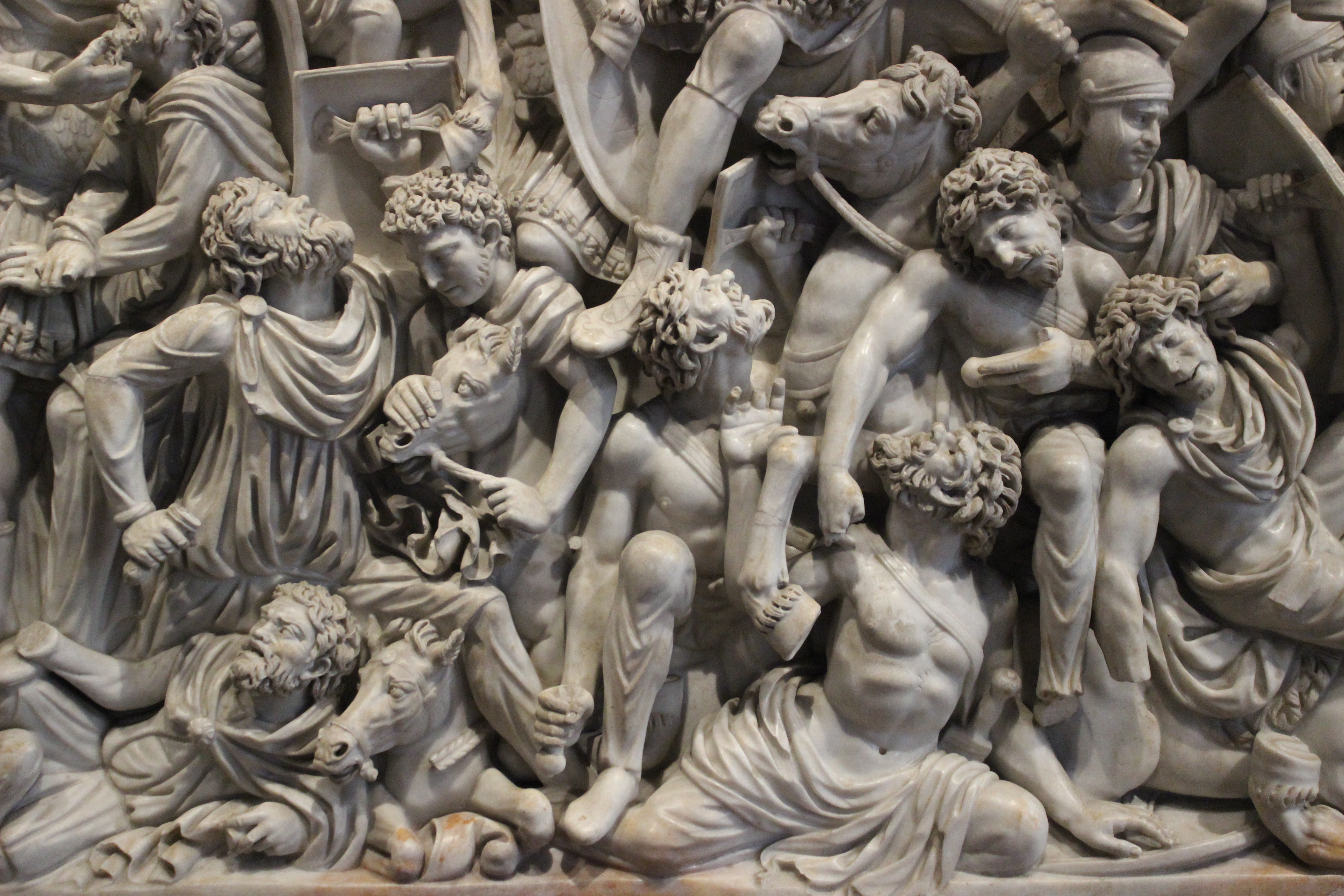
Bataille entre Romains et Germains, sarcophage romain, IIIe siècle.

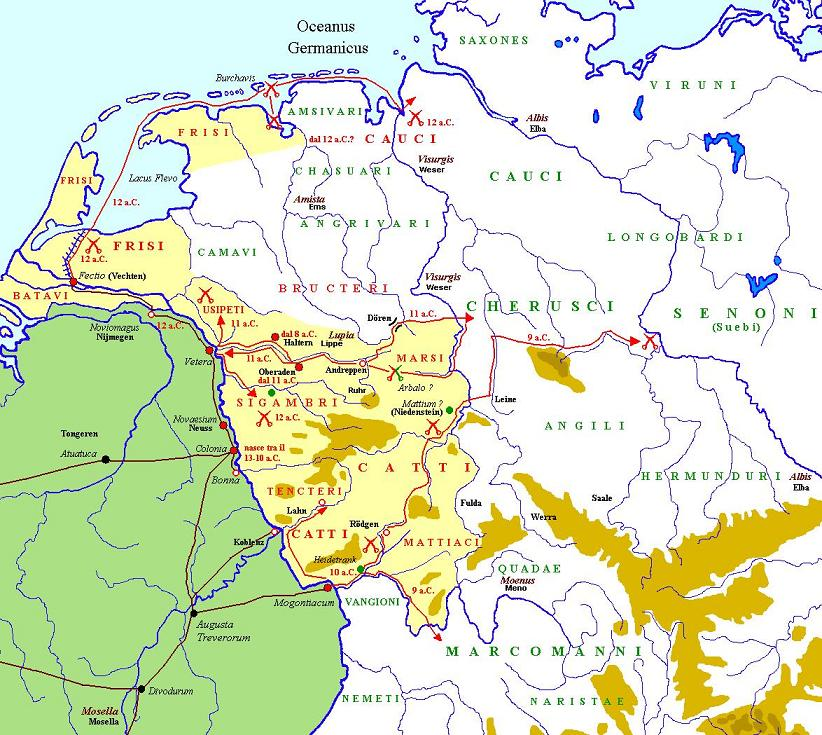
Expéditions romaines en Germanie, 12-9 av. J.-C.

Les sources écrites montrent les Germains divisés en plusieurs tribus, la plupart étant indépendantes et d'autres se sont unies en des ligues : les Suèves et les Marcomans à partir du Ier siècle, les Goths, Alamans et Francs à partir du IIIe siècle. Autour de 110 av. J.-C., les Cimbres et les Teutons, peuples originaires du Jutland, font irruption en Gaule narbonnaise et cisalpine : ils sont vaincus par le général romain Marius. Après la conquête de la Gaule par les Romains au Ier siècle av. J.-C., les légions romaines doivent monter la garde sur les frontières du Rhin et du Danube (le limes de Germanie) et subissent une défaite à la bataille de Teutobourg en 9 ap. J.-C. Rome conserve la rive gauche du Rhin qui forme les provinces de Germanie inférieure et Germanie supérieure.
Mais les Germains sont en même temps de bons partenaires commerciaux, fournisseurs d'ambre et d'esclaves. Les écrits latins constituent une source précieuse d'information sur les mœurs et les institutions des Germains ; la Germanie, œuvre de l'historien du IIe siècle Tacite, est particulièrement riche d'enseignements.

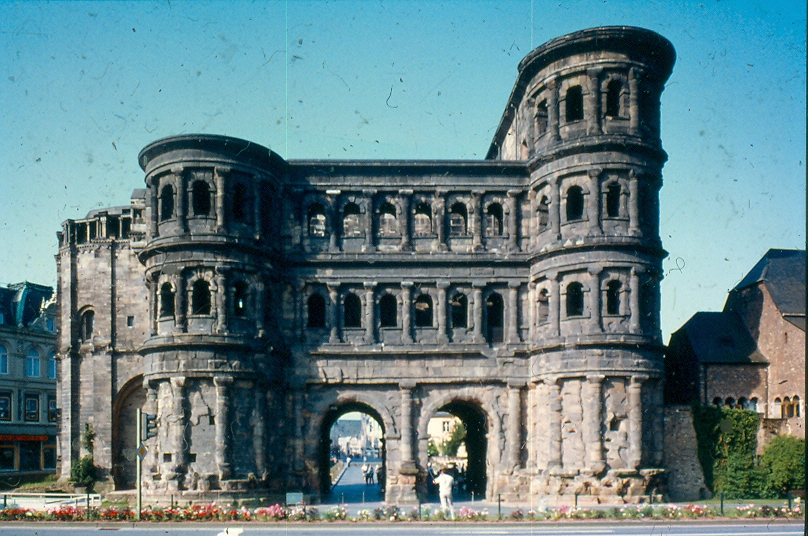
Porte fortifiée de Trèves, IVe siècle.

Avec l'affaiblissement de l'Empire romain, à partir du IIIe siècle, ses provinces deviennent une cible pour les invasions germaniques, elles-mêmes poussées en avant par d'autres peuples comme les Huns. Le conflit est longtemps indécis : l'empereur romain Julien bat les Alamans à Strasbourg en 357 mais Clovis, roi des Francs, vainqueur des Romains à Soissons en 486, met fin à ce qui restait de l'Empire romain d'Occident. Les Germains fondent des royaumes dans les pays conquis, ce qui contribue en retour au renforcement du pouvoir royal dans les pays germaniques. Par un autre effet en retour, la religion germanique commence à reculer devant le progrès du christianisme : Clovis, maître de la Gaule et d'une partie de la Germanie, est baptisé vers 500.

## Moyen Âge

Le Saint-Empire, évolution de 962 à 1803.

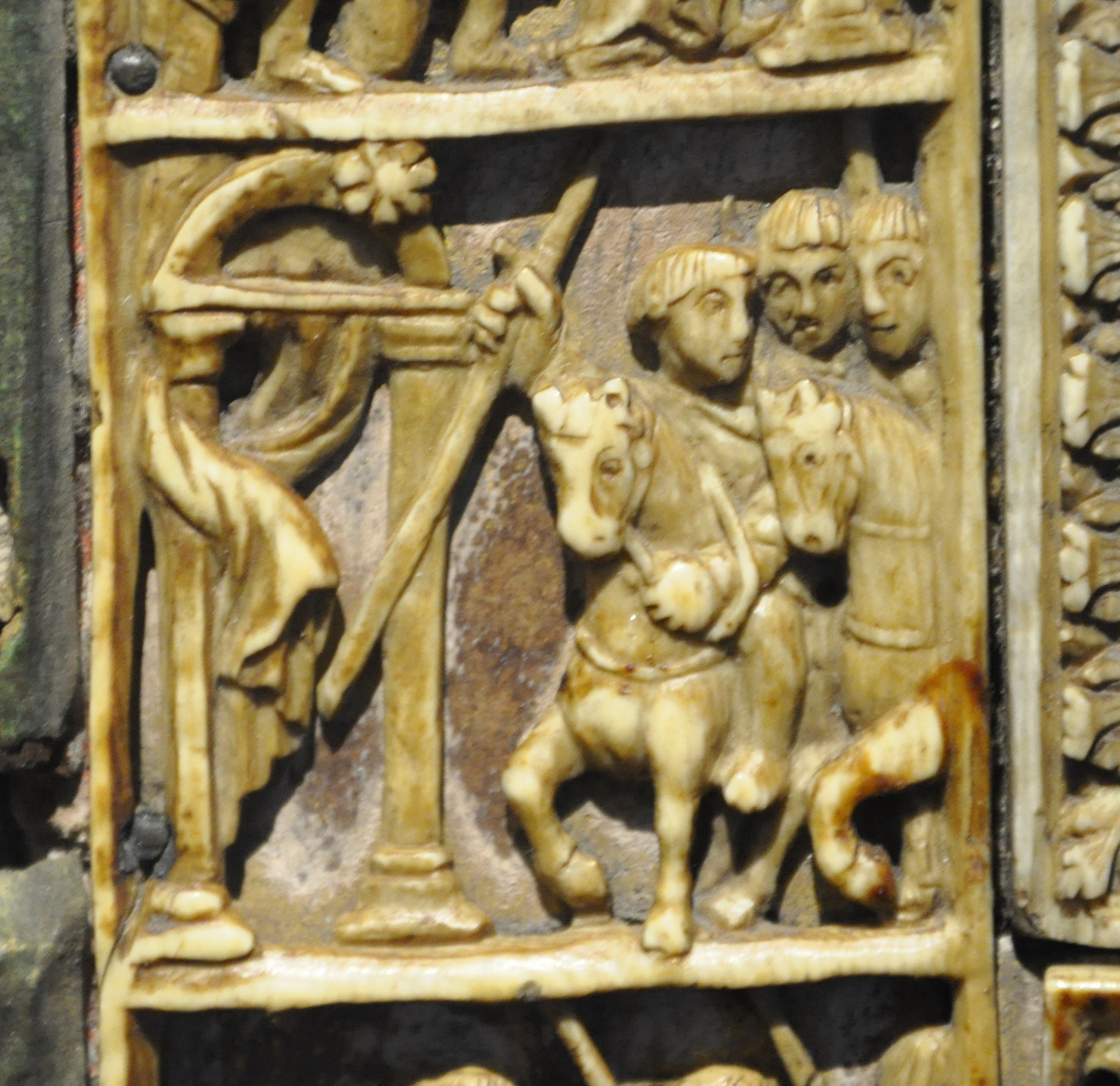
Cavaliers, ivoire carolingien, IXe siècle.

- Charlemagne, roi des Francs (768-814), roi des Lombards (774-814), empereur des Romains (800-814), sacré à Rome le 25 décembre 800.
- 768-804 : Charlemagne mène une série de campagnes pour soumettre et christianiser les Saxons.
- 14 février 842 : serments de Strasbourg, premier acte diplomatique en langue tudesque (ancien allemand) et langue romane (ancien français), par lequel Louis le Germanique et Charles le Chauve, fils de l'empereur Louis le Pieux, s'entendent contre leur frère aîné Lothaire Ier.
- Août 843 : traité de Verdun. Lothaire accepte le partage de l'empire carolingien : Louis devient le roi des provinces orientales de langue germanique (Francia orientalis), Charles celui des provinces occidentales où domine la langue romane (Francia occidentalis) et Lothaire garde, avec la couronne impériale, une bande centrale comprenant la Gaule de l'est et l'Italie (Lotharingie).
- 928 : Henri l'Oiseleur, roi de Germanie, soumet le pays des Slaves obodrites, à l'est de l'Elbe, et en fait la marche du Nord, future marche de Brandebourg.

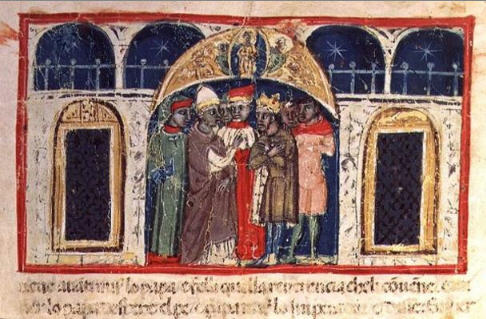
Le pape Alexandre III et l'empereur Frédéric Barberousse, miniature du XIVe siècle.

- Otton Ier, roi de Germanie (936-973), roi d'Italie (951-973), empereur du Saint Empire (empereur des Romains, 962-973)
- 10 août 955 : Otton Ier remporte la bataille du Lechfeld qui met fin aux invasions des Hongrois.
- Frédéric Ier de Hohenstaufen, dit Frédéric Barberousse, empereur des Romains (1155-1188). Il s'oppose aux papes dans la lutte du sacerdoce et de l'Empire avant de mourir au cours de la troisième croisade.
- 1241 : fondation de la Ligue Hanséatique.
- 1250-1273 : Grand Interrègne, éclipse du pouvoir impérial.
- 1348 : Charles IV, roi de Bohême (1346-1378) et empereur des Romains (1355-1378), fonde l'université de Prague, première université du monde germanique.
- 1348-1350 : la peste noire ravage l'Allemagne et le reste de l'Europe et donne lieu à des violences contre les juifs.
- 1356 : Charles IV fixe par la Bulle d'or les règles de l'élection impériale.
- 1452-1454 : Johannes Gutenberg, fabricant de Mayence, imprime la Bible de Gutenberg, premier emploi en Europe de l'imprimerie à caractères mobiles.

## XVIesiècle

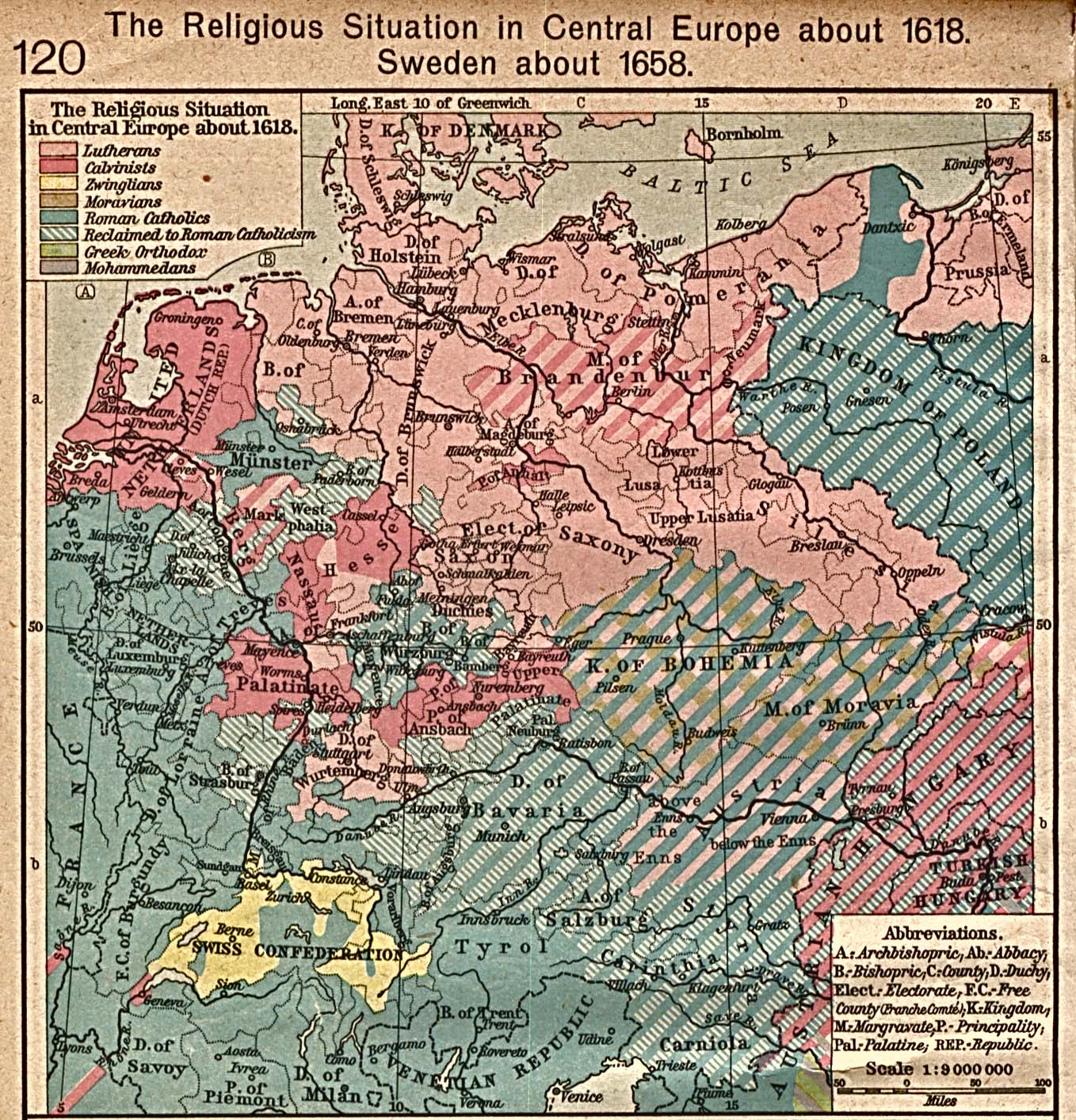
Religions en Europe centrale vers 1618 : luthériens - calvinistes - zwingliens - frères moraves - catholiques romains -revendiqués par l'Église romaine - orthodoxes - musulmans.

Martin Luther, tableau de Lucas Cranach l'Ancien, 1526.

- Maximilien Ier, archiduc d'Autriche (1493-1519), empereur des Romains (1508-1519). Sous Maximilien et son successeur, le Saint Empire s'oppose à la France dans les guerres d'Italie.
- 1512 : Albrecht Dürer (1471-1528) est nommé peintre de la cour impériale.
- Charles Quint, duc de Bourgogne (1506-1555), roi des Espagnes (1516-1556), empereur des Romains (1519-1556).
- Septembre 1522-début 1523 : Martin Luther publie sa traduction allemande de la Bible, œuvre fondatrice de la langue allemande moderne.
- 1524-1526 : grande révolte de la paysannerie allemande, écrasée par les princes.
- Ferdinand Ier de Habsbourg, frère de Charles Quint, roi de Hongrie et de Bohême (1526-1564), empereur des Romains (1556-1564).
- Septembre-octobre 1529 : siège de Vienne par les Ottomans.
- 25 juin 1530 : Martin Luther présente devant la Diète impériale la confession d'Augsbourg, acte fondateur de la réforme protestante.
- 24 avril 1547 : bataille de Muehlberg, victoire de Charles Quint sur les princes protestants.
- 26 septembre 1555 : paix d'Augsbourg, l'empereur doit accepter un compromis basé sur le principe : « cujus regio, ejus religio » (« tel prince, telle religion ») qui partage l'Allemagne entre principautés protestantes et catholiques.
- 1560 : mort d'Anton Fugger, chef d'une puissante famille de banquiers d'Augsbourg qui finance la politique des Habsbourg.
- 1583-1588 : guerre de Cologne causée par la conversion au protestantisme du prince-archevêque qui est déposé.
- 1591-1606 : Longue Guerre opposant l'Empire aux Ottomans.

## XVIIesiècle

Siège de Wolgast pendant la guerre de Trente Ans, gravure hollandaise, v. 1642.

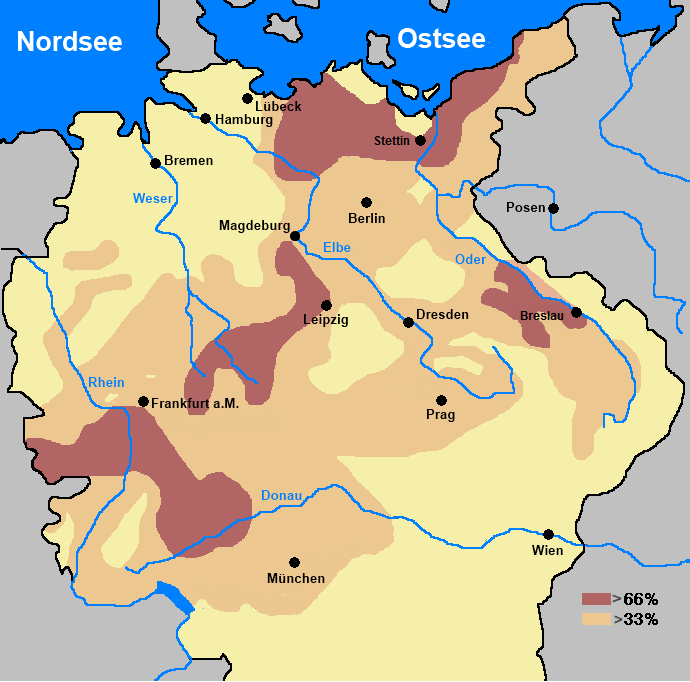
Baisse de population due à la guerre de Trente Ans (%)

- 1609-1614 : guerre de Succession de Juliers opposant l'empereur au margrave de Brandebourg et au duc de Palatinat-Neubourg.
- 1618-1648 : guerre de Trente Ans . Dans des coalitions aux contours variables, le Saint-Empire et la monarchie espagnole affrontent les Provinces-Unies, les princes protestants d'Allemagne, la Suède et la France. L'Allemagne y perd entre 20 % et 45 % de sa population.
- 30 janvier et 24 octobre 1648 : les traités de Westphalie mettent fin à la guerre. Ils consacrent l'affaiblissement du Saint-Empire.
- 1665-1669: guerres du Palatinat entre l'électeur palatin et le duc de Lorraine.
- 1672-1678 : guerre de Hollande opposant la France et la Suède d'un côté, les Provinces-Unies, le Saint-Empire et le Brandebourg de l'autre.
- 25 juin 1673 : Frédéric-Guillaume, électeur de Brandebourg, remporte sur les Suédois la bataille de Fehrbellin.
- 1683 : second siège de Vienne par les Ottomans s'achevant par la victoire des troupes impériales et polonaises à la bataille de Vienne le 12 septembre 1683.
- 1688-1697 : guerre de la Ligue d'Augsbourg opposant la France au Saint-Empire, aux Provinces-Unies, au royaume d'Angleterre et à leurs alliés.
- 1688-1689 : sac du Palatinat ordonné par Louis XIV.
- 1697 : traité de Ryswick. La France restitue leurs états à Léopold Ier, duc de Lorraine et à Jean-Guillaume de Neubourg-Wittelsbach, électeur palatin, mais conserve ses annexions en Alsace et sur la Sarre.

## XVIIIesiècle

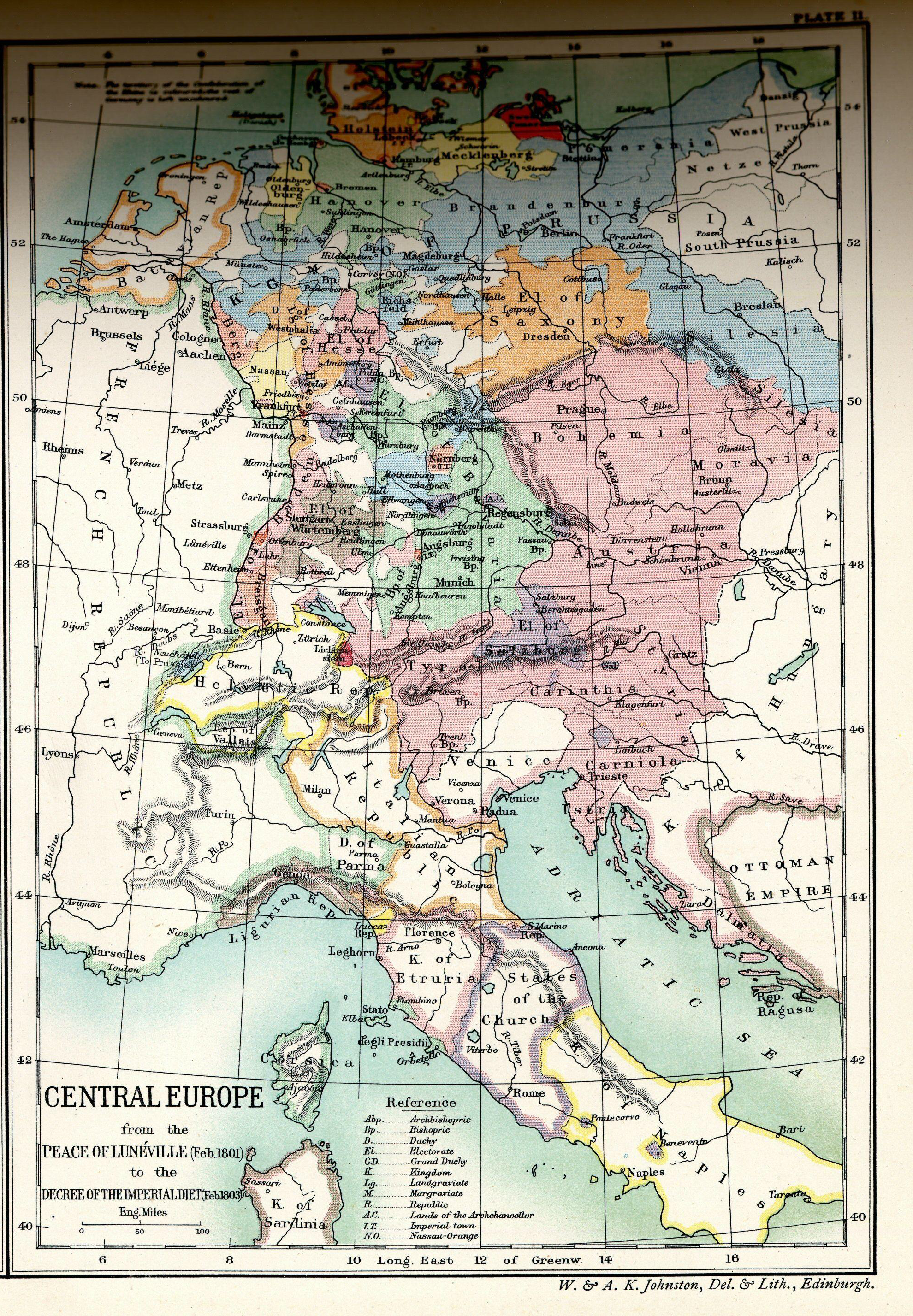
Le Saint Empire vers 1801-1803 : états autrichiens (violet) et prussiens (bleu).

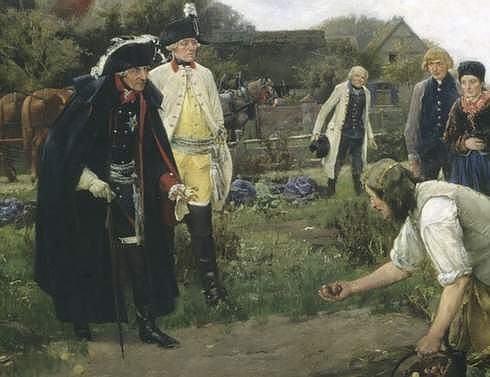
Frédéric II de Prusse inspectant un champ de pommes de terre, tableau de Robert Müller, 1886.

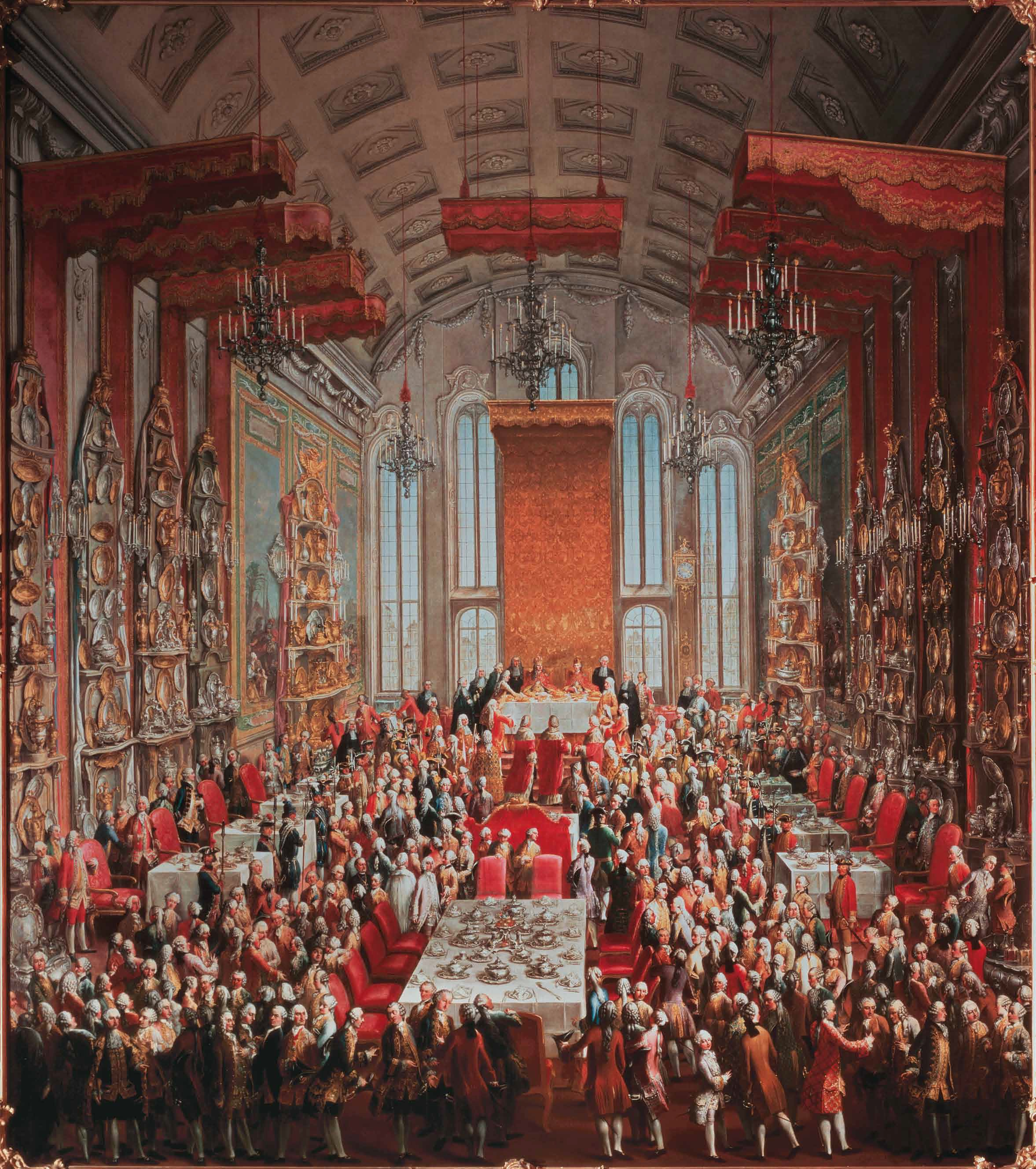
Couronnement de Joseph II à Francfort en 1764.

- 1701-1714 : guerre de Succession d'Espagne. L'empereur doit renoncer à la couronne d'Espagne mais obtient les possessions espagnoles des Pays-Bas méridionaux et d'Italie.
- 1723 : Johann Sebastian Bach (1685-1750) devient maître de chapelle à Leipzig.
- 1733-1738 : guerre de Succession de Pologne opposant Stanislas Ier, soutenu par la France, à Auguste III, électeur de Saxe, soutenu par l'empereur et par la Russie.
- Marie-Thérèse d'Autriche, reine de Hongrie et de Bohême, souveraine des Pays-Bas autrichiens et archiduchesse d'Autriche (1740-1780), épouse de François de Lorraine, empereur des Romains (1745-1765), mère de deux empereurs : Joseph II (1765-1790) et Léopold II (1790-1792).
- Frédéric II le Grand, roi de Prusse (1740-1786).
- 1740-1748 : guerre de Succession d'Autriche. La maison de Habsbourg-Lorraine conserve la couronne impériale mais doit céder la Silésie à la Prusse.
- 1756-1763 : guerre de Sept Ans opposant la France, le Saint-Empire et la Russie à la Prusse et au Royaume-Uni.
- 1778-1779 : guerre de Succession de Bavière entre l'Autriche et la Prusse.
- 1792-1797 : guerre de la Première Coalition contre la France révolutionnaire.
- 1798-1802 : guerre de la Deuxième Coalition contre la France.
- Johann Wolfgang von Goethe (1749-1832), poète et homme d'État.

## XIXesiècle

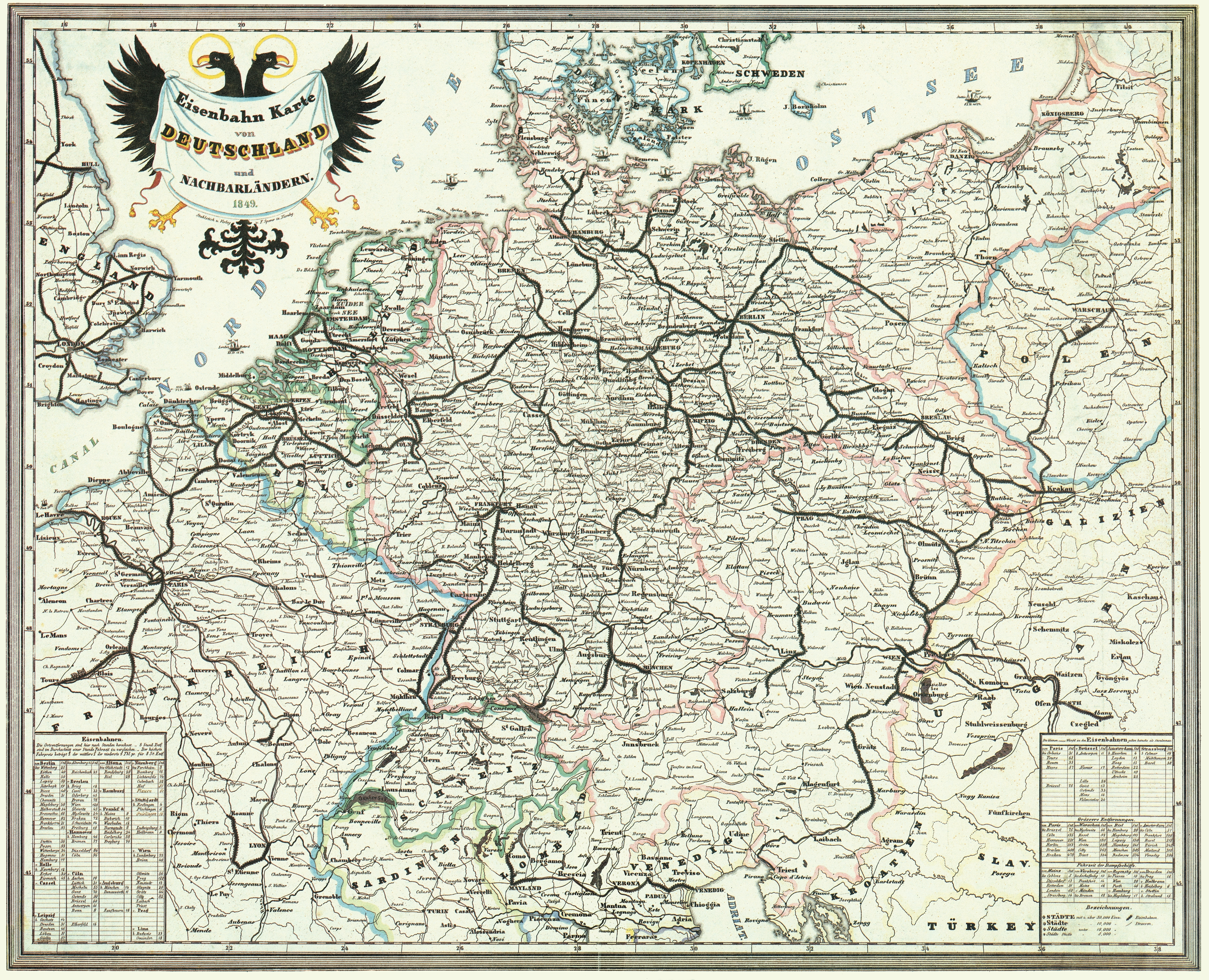
Chemins de fer allemands en 1849.

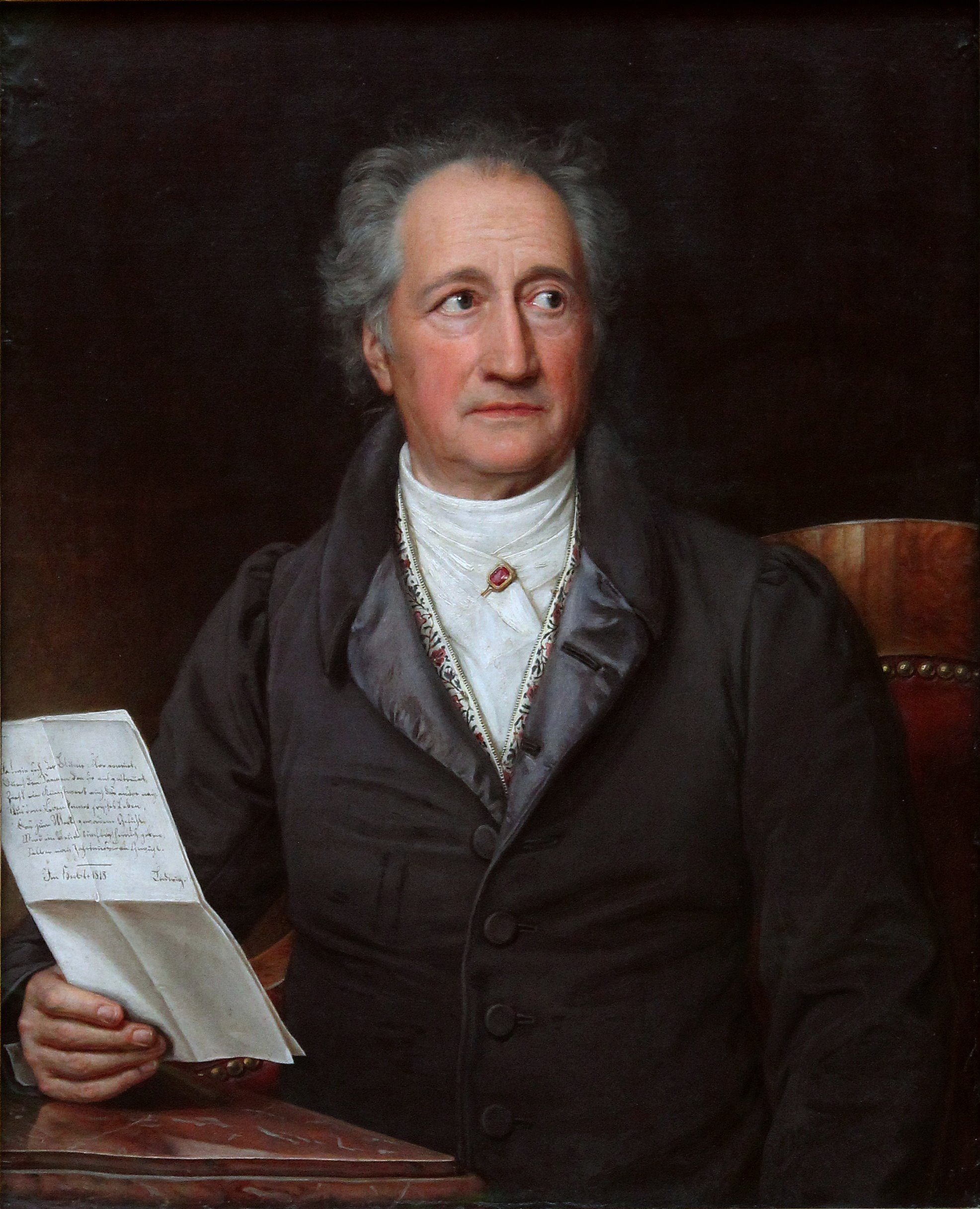
Johann Wolfgang von Goethe (1749-1832) par Joseph Karl Stieler, 1828.

- 25 février 1803 : Recès d'Empire voté par la Diète d'Empire et qui réorganise l'Allemagne au profit de la France napoléonienne et de ses alliés.
- 1803-1805 : guerre de la Troisième Coalition qui s'achève par une victoire française à la bataille d'Austerlitz (2 décembre 1805).
- 11 août 1804 : François II se proclame empereur d'Autriche ce qui met pratiquement fin au Saint-Empire.
- 1806-1813 : la confédération du Rhin rassemble les États d'Allemagne centrale sous la tutelle de la France.
- 1806-1807 : guerre de la Quatrième Coalition, défaite de la Prusse à la bataille d'Iéna (14 octobre 1806).
- Avril-octobre 1809 : guerre de la Cinquième Coalition, l'Autriche, isolée, capitule après la  bataille de Wagram (5-6 juillet 1809).
- 1812-1814 : guerre de la Sixième Coalition. Les États allemands, d'abord alliés de Napoléon, se retournent contre lui après la campagne de Russie.
- 16-19 octobre 1813 : bataille de Leipzig, victoire de la Sixième Coalition contre Napoléon Ier.
- Campagne de France (1814) et campagne de France (1815), les États allemands participent à la liquidation de l'Empire napoléonien.
- 1815-1866 : la Confédération germanique rassemble les États allemands sous la tutelle de l'Autriche.
- 22 mars 1833 : signature du Zollverein (union douanière) rassemblant la Prusse et la plupart des États allemands.
- Mars 1848-juillet 1849 : la révolution de mars, mouvement insurrectionnel pour la démocratie et l'unité allemande, est étouffée par les princes de la Confédération germanique.
- Alfred Krupp (1812-1887), industriel à Essen, développe une des plus grandes entreprises mondiales de sidérurgie.

Empire allemand (1871-1918).

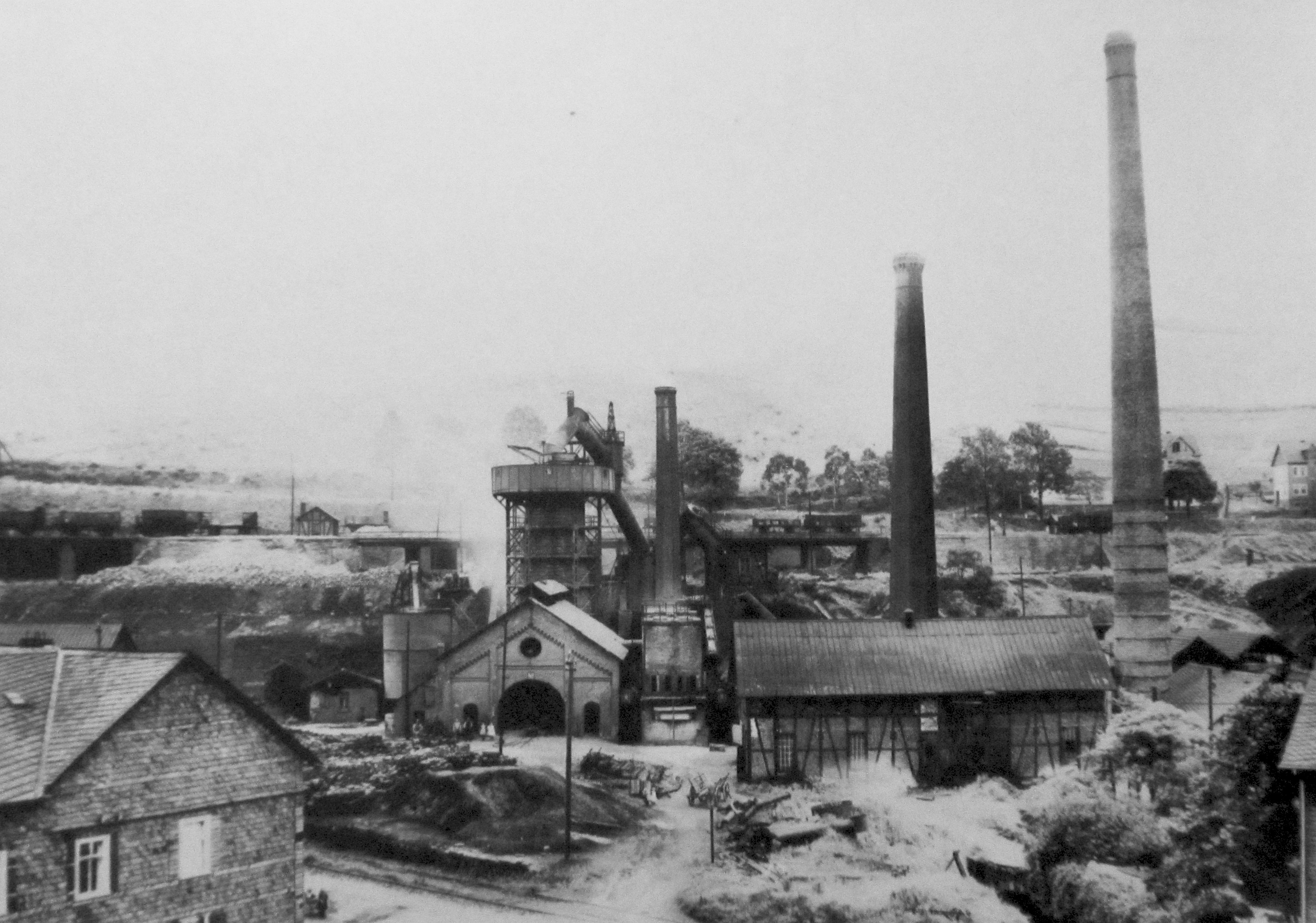
Haut-fourneau d'Eiserfeld à Siegen (Westphalie), v. 1900.

- Février-octobre 1864 : guerre des Duchés, intervention commune de l'Autriche et de la Prusse contre le Danemark.
- Juin-août 1866 : guerre austro-prussienne qui établit l'hégémonie prussienne en Allemagne.
- 1870-1871 : guerre franco-allemande. Une coalition des princes allemands formée par le chancelier Otto von Bismarck, sous la conduite de la Prusse, envahit la France.
- 18 janvier 1871 : Guillaume Ier, roi de Prusse, est proclamé empereur par les princes allemands et couronné à Versailles. Naissance de l'Empire allemand (1871-1918).
- Guillaume II, empereur d'Allemagne (1888-1918), entraîne l'Empire dans une politique mondiale ambitieuse (Weltpolitik).
- Apogée de l'économie de l'Empire allemand.

## XXesiècle

Zones d'occupation alliées en Allemagne, 1947.

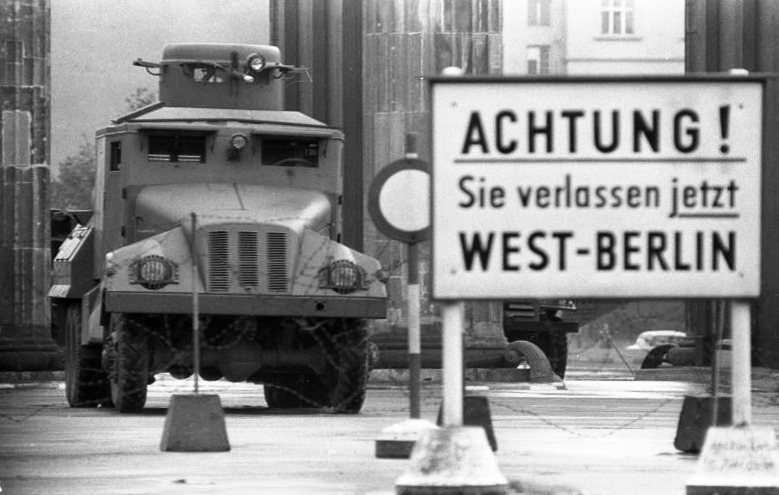
Point de passage du mur de Berlin, 1961.

- 1er août 1914 : entrée de l'Allemagne dans la Première Guerre mondiale (déclaration de guerre à la Russie).
- 9 novembre 1918 : proclamation de la République de Weimar.
- 11 novembre 1918 : armistice entérinant la défaite de l'Allemagne ; celle-ci a perdu 2 millions de morts militaires et 426 000 morts civils.
- 28 juin 1919 : traité de Versailles sanctionnant la responsabilité de l'Allemagne dans la Première Guerre mondiale.
- 1923 : point culminant de l'hyperinflation de la république de Weimar suivie d'un redressement économique jusqu'à la crise de 1929.
- 1923-1932 : montée du Parti national-socialiste qui obtient une majorité relative aux élections législatives de novembre 1932.

- 1933-1945 : Troisième Reich.
- 30 janvier 1933 : Adolf Hitler (1889-1945) est nommé Reichskanzler (chancelier du Reich).
- 1933 : Albert Einstein (1879-1955), physicien, quitte l'Allemagne pour les États-Unis, comme de nombreux savants et artistes menacés par les persécutions nazies.
- 1er septembre 1939 : l'Allemagne déclenche la Seconde Guerre mondiale en envahissant la Pologne.
- 8-9 mai 1945 : capitulation inconditionnelle de l'Allemagne ; celle-ci a perdu 5,5 millions de morts militaires et 1,1 million de morts civils.

- 17 juillet-2 août 1945 : conférence de Potsdam, l'Allemagne est séparée en quatre zones d'occupation (États-Unis, France, Royaume-Uni, URSS).
- 1949 : séparation en deux États distincts, l'Allemagne de l'Ouest (République fédérale d'Allemagne), qui sera membre de l'Alliance atlantique, et l'Allemagne de l'Est (République démocratique allemande), membre du Pacte de Varsovie.
- 8 mai 1949 : Loi fondamentale de la République fédérale d'Allemagne.
- 1949 à 1963 : Konrad Adenauer (1876-1967) élu quatre fois chancelier.
- 7 octobre 1949 : Constitution de la République démocratique allemande.
- 6 mai 1955 : l'Allemagne de l'Ouest adhère à l'Organisation du traité de l'Atlantique nord (OTAN), fondée en 1949.
- 25 mars 1957 : l'Allemagne de l'Ouest, en signant le traité de Rome, devient un des membres fondateurs de la Communauté économique européenne.
- 13 août 1961 : construction du mur de Berlin.
- 12 août 1970 : Traité de Moscou entre l'URSS et l'Allemagne de l'Ouest. Cette dernière reconnaît les frontières tracées depuis 1945, y compris la frontière germano-polonaise (ligne Oder-Neisse) et celle entre les deux Allemagnes.
- 1982 à 1998 : Helmut Kohl (1930-2017) élu quatre fois chancelier.
- 9 novembre 1989 : chute du mur de Berlin.
- 3 octobre 1990 : réunification allemande.
- 1998 à 2005 : Gerhard Schröder (né en 1944), chancelier.

## XXIesiècle

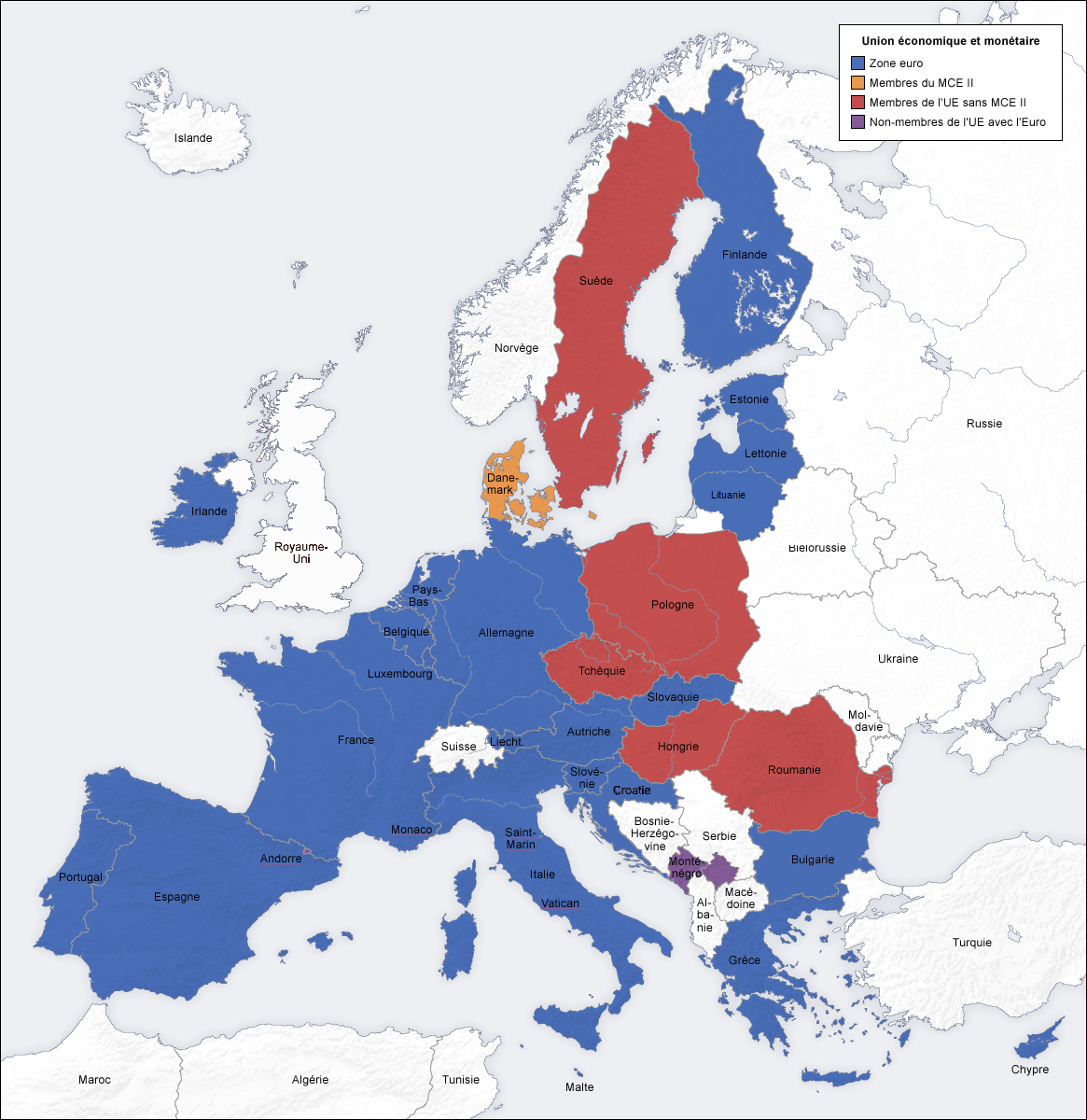
Union économique et monétaire européenne, 2006.

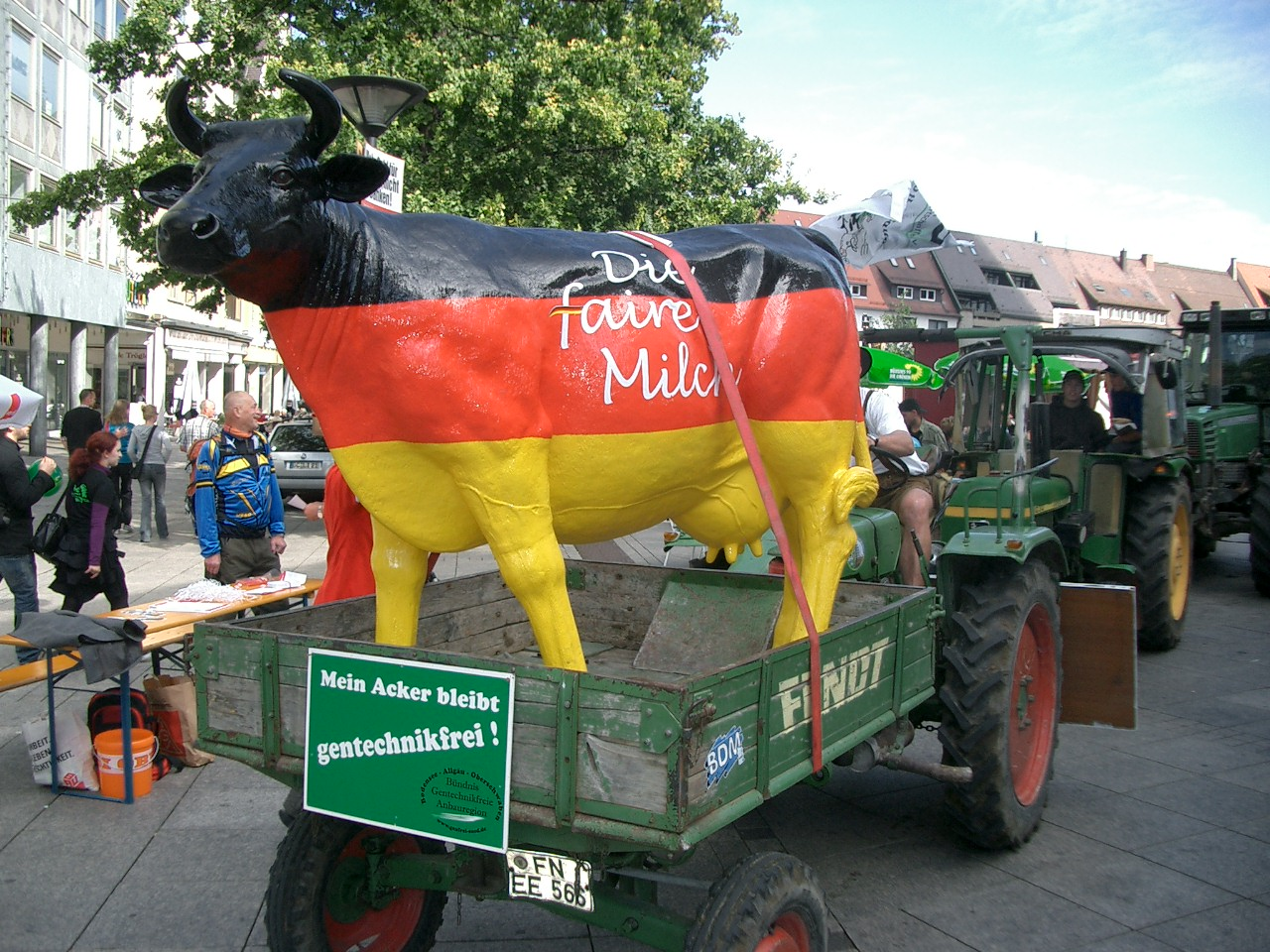
Manifestation d'éleveurs contre les manipulations génétiques, Ulm, 2009.

- 1er janvier 2002 : l'Euro remplace le Deutsche Mark comme monnaie de l'Allemagne.
- 22 novembre 2005 : élection d'Angela Merkel (née en 1954) au poste de chancelier ; elle l'exerce sous quatre législatures jusqu'en 2021.
- 2007 : L'Allemagne est la 4e puissance économique mondiale avec un PIB de 3 601 milliards de dollars.
- 2010-2015 : crise de la dette publique grecque ; Angela Merkel, avec ses partenaires européens, impose un plan de rigueur à la Grèce.
- 2015 : crise migratoire en Europe, Angela Merkel soutient une politique d'accueil des migrants.